# Pouponnière Le Berceau
La pouponnière Le Berceau est un bâtiment conçu à l'origine comme orphelinat et crèche et il est situé en rue de L'Orphelinat dans l'ancienne commune de Marcinelle à Charleroi (Belgique). Il est réalisé entre 1950 et 1955 par l'architecte Victor Bourgeois pour l'Intercommunale des Œuvres sociales du Pays de Charleroi (IOS). Le bâtiment fait partie de l'ensemble architectural de la Cité de l'Enfance.

## Histoire
La construction a commencé lors de la phase finale de l'extension de la maternité Reine Astrid au centre de Charleroi.
Le 4 avril 2013, le bâtiment est classé avec l'ensemble architectural de la Cité de l'Enfance.

## Architecture

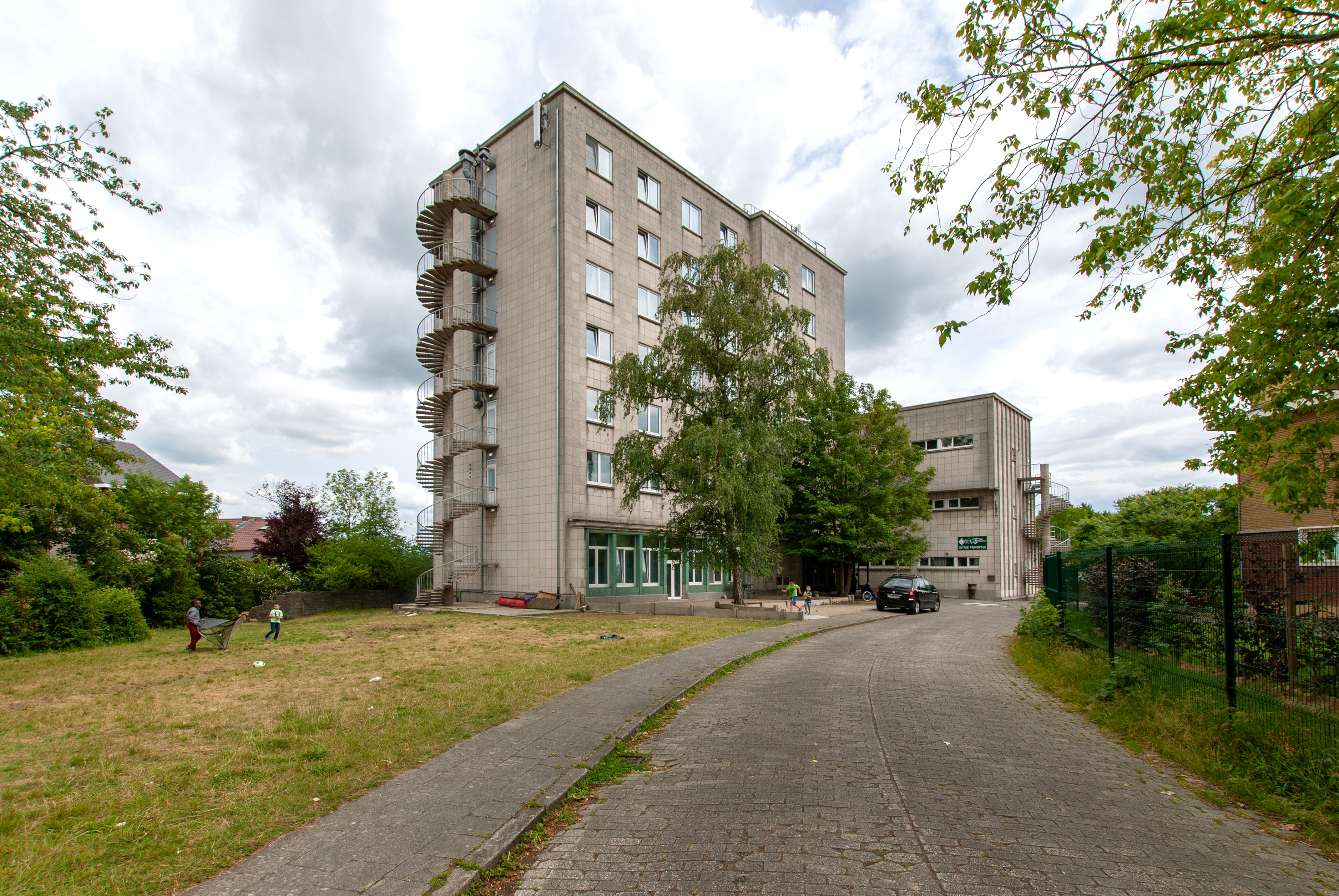
Vue de la façade arrière.

Le bâtiment est caractérisé par deux volumes très similaires. L'architecture qui les caractérise dans leur ensemble est très simple, marquée par un parement de pierre artificielle blanche. Le volume le plus élevé est un parallélépipède de 7 étages, avec une ponctuation des fenêtres carrées qui caractérisent sa façade. L'autre élément avec lequel il est combiné est un volume horizontal en gradins, qui oriente ses terrasses et ses fenêtres rideaux vers le sud. Les deux volumes sont également caractérisés par deux escaliers hélicoïdaux extérieurs en béton armé. Dans le parallélépipède plus haut le programme comprenait à l'origine une école pour puéricultrices, des dortoirs d'élèves, les locaux de l'administration centrale avec ses services. Dans le parallélépipède horizontal, il abritait les nourrissons répartis en petites unités. Chaque unité disposait d'une salle de jeux, d'un dortoir, d'une cuisine et d'une pièce pour la puéricultrice et des sanitaires. Actuellement, le bâtiment abrite une maison de retraite.